# Xbox Series X e Series S
O Xbox Series X e Series S (coletivamente chamados Xbox Series X/S) são consoles domésticos de jogos eletrônicos desenvolvidos pela Microsoft. É a quarta geração da família de consoles Xbox; fazem parte da nona geração de consoles de videogame, que também inclui o PlayStation 5 da Sony, lançado no mesmo mês. Ambos substituíram o Xbox One, foi anunciada pela primeira vez durante a E3 2019 como Project Scarlett. Ambos os consoles foram lançados em 10 de novembro de 2020.
Ambos os consoles sucedem à linha atual do Xbox One, substituindo o carro-chefe do Xbox One X e os modelos de baixo custo do Xbox One S, respectivamente. A Microsoft está priorizando o desempenho do hardware, incluindo suporte para resoluções de tela mais altas (até 8K de resolução) e taxas de quadros, ray tracing em tempo real e uso de unidade de estado sólido de alta velocidade para reduzir o tempo de carregamento. O Xbox Series S usa a mesma CPU e GPU, memória e armazenamento interno reduzidos e não possui uma unidade ótica.
A Microsoft está promovendo uma abordagem centrada no jogador para seu novo hardware, incluindo atualizações gratuitas de versões aprimoradas de jogos do Xbox One por meio de sua iniciativa "Entrega Inteligente", jogos otimizados para o hardware e retrocompatibilidade de jogos dos Xbox anteriores, controles e acessórios. O consoles também aproveitaram as vantagens do serviço de assinatura de jogos Xbox Game Pass, bem como jogos remotos em nuvem em dispositivos móveis por meio de sua plataforma de jogos em nuvem XCloud.

## Hardware

### Xbox Series X
Phil Spencer, chefe do Xbox, afirmou que a Microsoft estava priorizando altas taxas de quadros e tempos de carregamento mais rápidos como prioridade em resoluções mais altas, que o Series X alcança através dos recursos mais compatíveis da CPU e da GPU.
O Xbox Series X é alimentado por uma CPU AMD Zen 2 customizada de 7 nm com oito núcleos rodando a 3,8 GHz nominal ou quando é usado em multithreading simultâneo (SMT), a 3,6 GHz. Um núcleo da CPU é dedicado ao sistema operacional subjacente. A unidade de processamento gráfico também é uma unidade baseada na arquitetura gráfica RDNA 2 da AMD. Ele tem um total de 56 unidades computacionais (CUs) com 3584 núcleos, com 52 CUs e 3328 núcleos ativados e estará rodando a uma velocidade fixa de 1.825 GHz. Esta unidade é capaz de 12.155 teraflops de potência computacional. A unidade é fornecida com 16 GB de SDRAM GDDR6, com 10 GB rodando a 560 GB/s para ser usado principalmente com o sistema gráfico e os outros 6 GB a 336 GB/s para as outras funções de computação. Após contabilizar o software de sistema, aproximadamente 13,5 GB de memória estarão disponíveis para jogos e outros aplicativos, com o software de sistema apenas usando recursos do pool mais lento.
A performance alvo do Xbox Series X é renderizar jogos em resolução 4K a 60 quadros por segundo. A Microsoft afirmou que a CPU do console será quatro vezes mais poderosa que o Xbox One X, incluindo suporte à ray tracing em tempo real, renderização de até 120 quadros por segundo e resolução 8K através do padrão HDMI 2.1. O console também suporta novos recursos do padrão HDMI 2.1, incluindo taxa de atualização variável (VRR) e Modo Automático de Baixa Latência (ALLM), que estão sendo incorporados às televisões mais recentes. O console terá aceleração de hardware de áudio dedicada. Um recurso chamado "audio ray tracing" usará os processadores gráficos de ray tracing para processar o áudio espacial da mesma maneira para melhorar a imersão de áudio para o jogador.
A Microsoft também se concentrou em reduzir os efeitos da latência de entrada para melhorar a capacidade de resposta, adicionando suporte aos recursos do HDMI 2.1 Modo Automático de Baixa Latência e Taxa de Atualização Variável e a tecnologia "entrada de latência dinâmica" - uma nova via de entrada que permite que os desenvolvedores incorporem o possível atraso do controle aos seus jogos.

### Xbox Series S

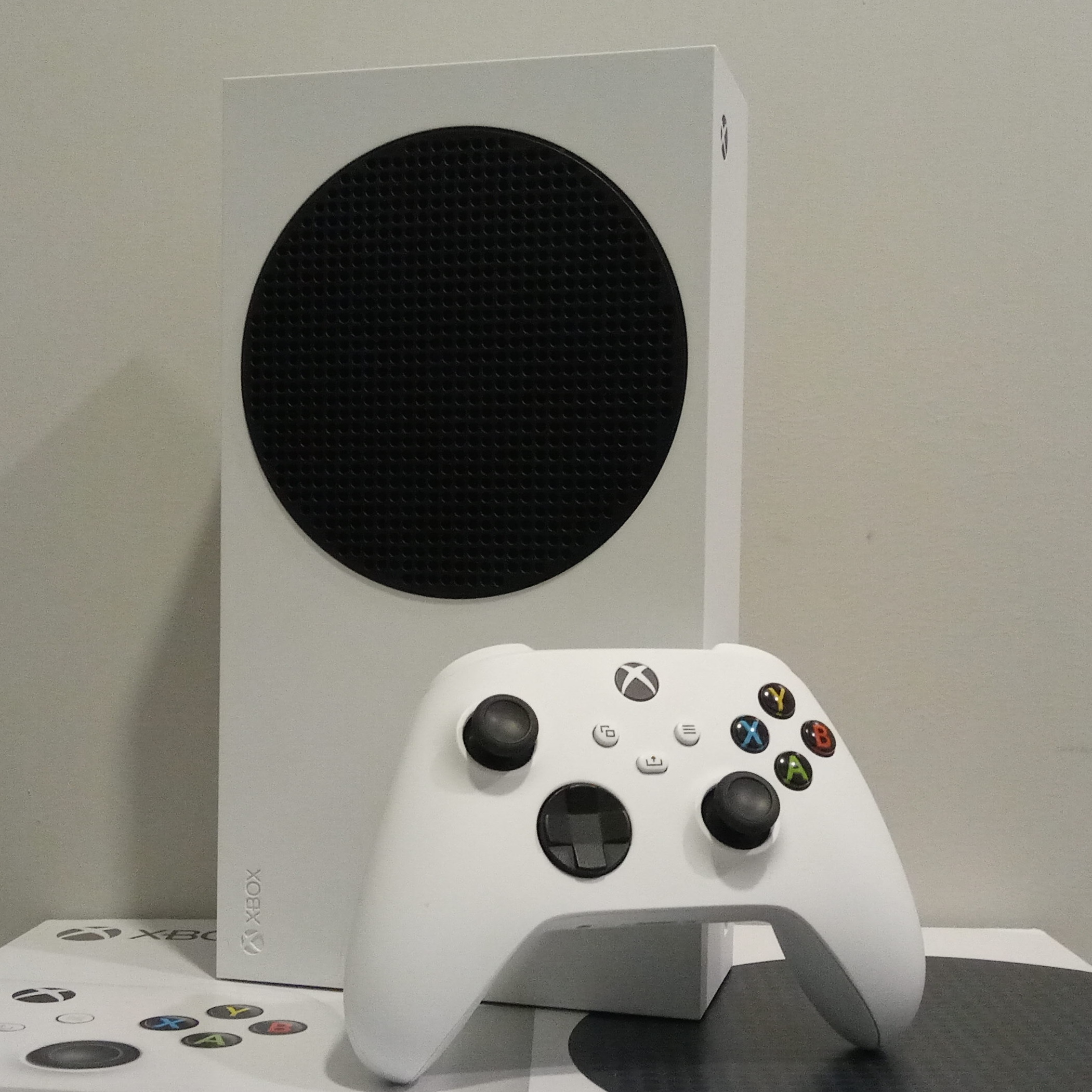
Xbox Series S com controle

O Xbox Series S é comparável no hardware básico ao Xbox Series X, semelhante a como o Xbox One S funciona com o Xbox One X, mas carece de algum poder de processamento bruto. Embora execute a mesma CPU com frequências de clock um pouco mais lentas, ele usa uma GPU mais lenta, um RNDA2 com 20 CUs a 1,55 GHz para 4 TFLOPS, em comparação com 12 TFLOPS do Series X. Ele vem com 10 GB de RAM e 512 GB de armazenamento SSD com uma taxa de transferência de entrada/saída bruta de 2,4 GB/s e não inclui nenhuma unidade de disco ótico, exigindo que o usuário obtenha todo o software via distribuição digital. Ele é focado para renderizar jogos nominalmente a 1440p, incluindo suporte a um upscaling de 4k a 60 quadros por segundo, embora possa chegar a 120 quadros por segundo nesta resolução. Apesar disso, o console tem todas as funções equivalentes ao Xbox Series X, incluindo portas, expansões e suporte a jogos. A unidade tem um formato menor e será enviada com um case branco fosco em contraste com o case preto fosco do lançamento inicial do Series X.

### Características comuns

#### Arquitetura de armazenamento

O Xbox Series X usa uma nova solução de armazenamento, conhecida como Xbox Velocity Architecture, que inclui componentes de hardware e software para melhorar as velocidades de transferência no console, reduzir o tamanho dos downloads digitais e dar mais flexibilidade aos desenvolvedores. O centro disso é o armazenamento interno do Xbox Series X, um SSD customizado de 1 TB NVM Express (NVMe) com uma taxa de transferência bruta de entrada/saída de 2,4 GB/s. Um bloco de compressão/descompressão integrado inclui o algoritmo de descompressão Lempel-Ziv, padrão do setor, e um proprietário, voltado para texturas de jogos, e fornece um rendimento combinado de até 4,8 GB/s. No software Velocity Architecture, uma nova API DirectStorage no DirectX permite que os desenvolvedores ajustem a prioridade dos aspectos de entrada/saída com outros threads de processamento. O software fornece transmissão de feedback do amostrador que ajuda a carregar várias texturas em segmentos para lidar com o nível de detalhe, em vez de precisar ler essas texturas como um todo antes de usá-las.
Os desenvolvedores da The Coalition descobriram que, sem nenhuma alteração em seu código, Gears 5 carregava quatro vezes mais rápido no Xbox Series X do que no Xbox One X devido ao maior rendimento na memória e no armazenamento, e seria capaz de aumentar assim que incorporassem as novas rotinas da API DirectStorage.
O console oferecerá suporte ao armazenamento externo por meio de um cartão de expansão SSD proprietário inserido na parte traseira do console, que será fabricado exclusivamente pela Seagate Technology no lançamento. Devido à Velocity Architecture, os jogos otimizados para o Xbox Series X só podem ser armazenados no SSD interno ou em um cartão de expansão. O armazenamento USB externo pode ser usado para armazenar jogos de consoles Xbox anteriores (incluindo o Xbox One e seus antecessores). Todo o armazenamento SSD na arquitetura usa o PCI Express 4.0.

#### Tecnologias de renderização de vídeo e áudio
Tanto o Series X quanto o Series S suportam ray tracing em tempo real e suportam os novos recursos do padrão HDMI 2.1, incluindo taxa de atualização variável (VRR) e Modo de Baixa Latência Automática (ALLM) que estão sendo incorporados atualmente em televisores mais recentes. O console terá aceleração de hardware de áudio dedicada. Um recurso chamado "ray tracing de áudio" usará os processadores gráficos de ray tracing para processar áudio espacial da mesma maneira para melhorar a imersão de áudio para o jogador.
Outro objetivo da Microsoft é reduzir os efeitos da latência de entrada para melhorar a capacidade de resposta, adicionando suporte para HDMI 2.1 Modo de Baixa Latência Automática e recursos de taxa de atualização variável, e tecnologia de "entrada de latência dinâmica" - um novo caminho de entrada que permite aos desenvolvedores incorporar potencial lag do controle em seus jogos.

### Comparação
A tabela a seguir é uma comparação dos principais componentes da quarta geração de consoles Xbox.
| Componente               | Series X                                                                    | Series S                                                                      |
| ------------------------ | --------------------------------------------------------------------------- | ----------------------------------------------------------------------------- |
| CPU                      | Zen 2 customizado 8 Núcleos @ 3.8 GHz (3.66 GHz com SMT)                    | Zen 2 customizado 8 Núcleos @ 3.6 GHz (3.4 GHz com SMT)                       |
| GPU                      | RDNA 2 customizado 52 CUs @ 1.825 GHz 12.15 TFLOPS                          | RDNA 2 customizado 20 CUs @ 1.565 GHz 4 TFLOPS                                |
| Memória                  | 16 GB GDDR6 com barramento de 320-bits 10 GB @ 560 GB/s, 6 GB @ 336 GB/s    | 10 GB GDDR6 8 GB @ 224 GB/s, 2 GB @ 56 GB/s                                   |
| Armazenamento interno    | SSD NVME customizado de 1 TB PCIe Gen 4 2.4 GB/s bruto, 4.8 GB/s comprimido | SSD NVME customizado de 512 GB PCIe Gen 4 2.4 GB/s bruto, 4.8 GB/s comprimido |
| Armazenamento expansível | Cartão de expansão de 1 TB                                                  | Cartão de expansão de 1 TB                                                    |
| Armazenamento externo    | Suporte a HDD externo USB 3.2                                               | Suporte a HDD externo USB 3.2                                                 |
| Drive óptico             | Unidade 4K UHD Blu-Ray                                                      | Nenhum                                                                        |
| Performance alvo         | Resolução 4k a 60 FPS, até 120 FPS                                          | 1440p a 60 FPS, até 120 FPS                                                   |
| Tamanho                  | 301mm x 151mm x 151mm                                                       | 275mm x 151mm x 63,5mm                                                        |

### Softwaree recursos de sistema
Ambos os consoles usam uma interface de usuário (IU) semelhante ao Xbox One, mas houve uma redução de 40% no uso de memória para melhorar sua velocidade. Segundo a equipe de desenvolvimento da interface de usuário, a seção Início carrega em cerca de metade do tempo que no Xbox One. Outras mudanças incluem a adição de elementos de IU arredondados, uma fonte mais legível para elementos de texto, reorganização de certos recursos alinhados e melhorias nas funções de compartilhamento. Essas mudanças também serão introduzidas no software de sistema do Xbox One por volta de setembro de 2020.
Os consoles alavancaram o serviço de assinatura de jogos Xbox Game Pass, dando aos usuários acesso ilimitado a centenas de jogos para download por uma taxa mensal. Como acontece com o Xbox One, todos os títulos first-party (e third-party selecionados) aparecerão na plataforma após o lançamento. Como parte do serviço, os usuários poderão transmitir jogos remotamente de seu console para um dispositivo móvel compatível por meio da plataforma de jogos em nuvem xCloud. Isso estará disponível sem custo extra para assinantes do Game Pass Ultimate.
O recurso Quick Resume nos consoles permitirá que os usuários suspendam e continuem mais de um jogo por vez, além de retomar os jogos suspensos após uma reinicialização do console.

### Controle e acessórios
Os consoles serão enviados com uma versão atualizada do controle do Xbox One sem fio, cujo objetivo era ser mais ergonômico para atender a uma variedade maior de tamanhos de mãos. Ele incluirá os mesmos botões de teclas dos controles anteriores: dois joysticks analógicos que podem ser pressionados, um pad circular, quatro botões de ação, dois botões de sistema ("Exibir" e "Menu"), o botão Xbox frontal principal, dois gatilhos de aderência (esquerdo e direito) e dois botões de ombro (esquerdo e direito). O novo controle adiciona um botão "Compartilhar" ao lado do "Exibir" e "Menu", usado para gravar e compartilhar videoclipes ou capturas de tela da jogabilidade. A Microsoft descobriu que, ao visar o tamanho para caber nas mãos de uma criança de oito anos, eles conseguiram fazer o design se encaixar em uma seção maior da população e, portanto, apresentaram alças mais esculpidas e reduziram e arredondaram os gatilhos. O D-pad tem um novo design côncavo que Ryan Whitaker, designer sênior de console da Microsoft, disse ser um meio de mesclar o estilo D-pad normal no padrão do controle do Xbox One e a versão da variante Elite para acomodar uma variedade de estilos de jogo. Pequenos padrões de pontos táteis foram adicionados aos botões para ajudar os jogadores a orientar os dedos nos controles. O controle continuará usando duas pilhas AA, embora uma bateria recarregável esteja disponível como um acessório. A Microsoft constatou, a partir de estudos de grupos focais, que os jogadores se dividiam quase 50/50 no uso de pilhas e baterias recarregáveis e, portanto, deram ao controle a flexibilidade de ambos os lados.
O controle usa o mesmo protocolo sem fio introduzido pelo Xbox One e é compatível com os consoles Xbox One existentes. Os controles existentes do Xbox One também serão compatíveis com o Xbox Series X. O novo controle do Xbox Series X também suporta o padrão Bluetooth Low Energy, permitindo parear com dispositivos móveis ou outro hardware compatível com esse padrão, e terá armazenamento interno para lembrar essas conexões. O novo controle usa uma porta de carregamento USB-C padrão para a bateria.
Spencer disse que o Xbox Series X provavelmente não terá suporte imediato de realidade virtual (VR) no lançamento e que espera que qualquer suporte de VR seja baseado nos componentes Windows Mixed Reality contidos nos componentes de Windows 10 do console, mas, caso contrário, não seria um foco no desenvolvimento do console antes do lançamento.

## Jogos

O logo Optimizado para Series X

Os desenvolvedores poderão otimizar os jogos Xbox One existentes e lançados recentemente para aproveitar as tecnologias do Xbox Series X, com maior taxa de transferência de gráficos e taxas de quadros mais rápidas, ray tracing e suporte à arquitetura de armazenamento do console. Esses jogos serão comercializados com o logotipo "Optimizado para Series X". A Microsoft está oferecendo uma estrutura de distribuição conhecida como "Entrega Inteligente" que baixará automaticamente versões otimizadas dos jogos do Xbox One para o console, quando disponíveis; A Microsoft posicionou esse recurso para publicadoras que planejam lançar versões específicas dos jogos para o Series X após o lançamento no Xbox One e em usuários migrando de um Xbox One existente para o Series X.
A Microsoft não está restringindo a capacidade dos desenvolvedores de lançar jogos que sejam exclusivos para o Xbox Series X. A empresa está preferindo uma transição "suave" mais alinhada com os jogos para PC, onde os desenvolvedores podem ter como objetivo a reprodução ideal em hardware de ponta (como o Series X), mas ainda permite que o jogo seja jogado com fidelidade reduzida em hardware de entrada (como os consoles Xbox One mais antigos). Matt Booty, chefe do Xbox Game Studios, afirmou que a Microsoft queria garantir que aqueles que compram consoles Xbox One antes do lançamento do Series X ainda "sintam que fizeram um bom investimento e que estamos comprometidos com o conteúdo". Spencer explicou que essa abordagem consistia em colocar o jogador no centro e não o console, e não "forçar" os usuários a migrar. Segundo Spencer, esse conceito é possibilitado em parte por muitas subsidiárias do Xbox Game Studios familiarizadas com o desenvolvimento também em computadores pessoais, onde há uma ampla gama de metas de hardware a serem cumpridas. A mesma abordagem no desenvolvimento de jogos de computador pessoal foi adotada para fazer com que os jogos do Xbox Series X pudessem ser reduzidos para um bom desempenho em consoles Xbox One, enquanto ainda aproveitavam o novo hardware.
Inicialmente, Spencer sugeriu que os jogos de seus estúdios first-party suportariam as plataformas Xbox One e Xbox Series X pelos "próximos anos", mas os jornalistas observaram que cerca da metade dos jogos iniciados lançados na apresentação de 23 de julho de 2020 omitiu a menção ao Xbox One e seus sites foram atualizados posteriormente para omitir a menção ao Xbox One. Nenhum desses jogos era de lançamento do Xbox Series X, mas era esperado que fosse lançado nos próximos anos, levando Aaron Greenberg, diretor de marketing do Xbox, a esclarecer que esses jogos estavam sendo desenvolvidos primeiro para o Xbox Series X, deixando opção de adicionar suporte ao Xbox One aos estúdios à medida que avançavam.
A Microsoft não colocou requisitos semelhantes em uma transição suave para desenvolvedoras third party e publicadoras, permitindo que eles ofereçam exclusivos para o Xbox Series X ou outras rotas para atualizar a partir da edição Xbox One de um jogo, embora o Video Games Chronicle tenha relatado que a Microsoft havia solicitado publicadoras a manter o caminho da atualização livre se eles escolherem essa opção. A CD Projekt RED e a Ubisoft se comprometeram a usar o Entrega Inteligente em seus próximos lançamentos. A Electronic Arts afirmou que pelo menos um jogo, Madden NFL 21, oferecerá um patch de atualização gratuito da versão Xbox One para a versão Xbox Series X antes do lançamento do próximo jogo Madden NFL.

### Retrocompatibilidade
A Microsoft declarou que o Xbox Series X e Series S oferecerão suporte a todos os jogos jogáveis no Xbox One (excluindo aqueles que exigem o sensor Kinect), incluindo os jogos do Xbox 360 e do console Xbox original atualmente suportados pela retrocompatibilidade do Xbox One, permitindo ao console suportar quatro gerações de jogos, rodando nativamente no hardware do Series X.
Para alcançar esse nível de compatibilidade, a Microsoft anunciou que não iria mais trazer jogos adicionais do Xbox 360 ou do Xbox original para o programa de retrocompatibilidade do Xbox One em junho de 2019 e, em vez disso, usar sua mão de obra para garantir que esses jogos mais antigos fossem jogáveis no Xbox Series X. A retrocompatibilidade é planejada como um recurso de lançamento, com a expectativa da Microsoft de empregar mais de 200.000 horas de trabalho na validação de milhares de jogos; Spencer disse em dezembro de 2019 que ele próprio estava ajudando a testar jogos da retrocompatibilidade. Quando a Microsoft se aproximou do lançamento, eles reabriram os meios para os jogadores sugerirem jogos adicionais para aumentar a retrocompatibilidade, afirmando que "Ressuscitar títulos históricos geralmente apresenta uma mistura complexa de desafios técnicos e de licenciamento, mas a equipe está empenhada em fazer tudo o que puder para continuar para preservar nosso legado coletivo de jogos".
Devido aos recursos de processamento do Xbox Series X, é possível que opções avançadas de processos gráficos não originalmente programados nesses jogos mais antigos sejam trabalhadas no jogo quando jogados no console, como suporte de High dynamic range rendering (HDR) automatizado usando aprendizado de máquina. O trabalho realizado pelo Xbox Advanced Technology Group antes do lançamento estava focado em até que ponto a biblioteca da retrocompatibilidade poderia receber essas melhorias, inclusive nos jogos do Xbox original, adicionando recursos como HDR ou melhorando a taxa de quadros de jogos que podem ter sido programados para ser bloqueado em uma taxa de quadros específica. Jogos retrocompatíveis também serão suportados pelo recurso Quick Resume.
Esse recurso de retrocompatibilidade também poderá ser reproduzido na plataforma de streaming de jogos xCloud. Embora a plataforma seja lançada usando servidores blade baseados no Xbox One S, espera-se a transição para blades baseados nos sistemas Xbox Series X até 2021, mantendo a compatibilidade com a biblioteca de jogos do Xbox One X e adicionando suporte para novos jogos do Xbox Series X.

## Lançamento
A Microsoft informou em março de 2020 que, apesar da pandemia de COVID-19, eles esperam que o Xbox Series X seja lançado até o final de 2020, embora estejam monitorando as cadeias de suprimentos e a segurança de seus trabalhadores. Spencer acredita que, embora o hardware continue a chegar no prazo, os jogos prontos para a janela de lançamento do Xbox Series X podem ser adiados devido à pandemia. Em 11 agosto de 2020, ao mesmo tempo que a 343 Industries declarou que adiaria o lançamento planejado de Halo Infinite até 2021 devido a problemas de desenvolvimento relacionados ao COVID-19, a Microsoft se comprometeu com uma janela de lançamento de novembro de 2020 para o Xbox Series X, afirmando que o lançamento do console ainda estava em andamento.
Os consoles Xbox Series X e Series S estão planejados para serem lançados em 10 de novembro de 2020. A Microsoft confirmou que o Series X terá o preço de US$ 499, GB£ 449 e 499 € e o Series S terá preço de US$ 299, GB£ 249 e 299 €.
A Microsoft pretende continuar oferecendo seus planos de financiamento do Xbox All-Access (que agrupam o hardware, o Xbox Live Gold e o Xbox Game Pass como parte de um plano de pagamento mensal) para o Series X. Os planos atuais All Access ao Xbox One incluirão rotas de atualização para o Xbox Series X e Spencer declara que haverá atualizações semelhantes do Xbox Series X no futuro. A opção All-Access para o Xbox Series X será baseada em um plano de 24 meses a US$ 35 por mês enquanto para o Series S será em um plano de US$ 25 por mês.